# Líber Seregni
Líber Seregni (Montevidéu, 13 de dezembro de 1916 — 31 de julho de 2004) foi um militar e político uruguaio.

## Biografia
Seregni teve destacada trajetória como fundador e líder da Frente Ampla. Concorreu sem sucesso à Presidência da República em 1971 e 1989.
Permaneceu preso durante a ditadura cívico-militar uruguaia (1973-1985).
Contribuiu para a consolidação e unidade da coalização de esquerda Frente Ampla como organismo político. Em 1980-1982 foi-lhe atribuído o Prêmio Lênin da Paz.
Casado com Lilí Lerena, eles tiveram duas filhas, Bethel e Giselle.
Morreu exatamente três meses antes de que a coalização que ajudara a fundar ganhasse pela primeira vez a presidência da República em 31 de outubro de 2004, ao ser eleito Tabaré Vázquez.